# Rodrigo Tiuí
Rodrigo Bonifácio da Rocha, meglio noto come Rodrigo Tiuí (Taboão da Serra, 4 dicembre 1985), è un ex calciatore brasiliano, di ruolo attaccante.

## Palmarès

### Club

#### Competizioni nazionali
- Coppa del Portogallo: 1

Sporting Lisbona: 2007-2008
- Supercoppa di Portogallo: 1

Sporting Lisbona: 2008